# New Love in Town
New Love in Town – ballada rockowa zespołu Europe, wydana w 2009 roku jako singel promujący album Last Look at Eden.

## Powstanie
Powstanie piosenki było zainspirowane narodzinami syna Joeya Tempesta – wokalisty zespołu.
Do utworu powstał teledysk w reżyserii Patrika Ullaeusa. Sceny do klipu kręcono w Göteborgu.

## Wydanie i odbiór
11 września 2009 roku utwór został wydany w Skandynawii przez Universal Music w formie digital download (format AAC) oraz promo CD. 2 października Ear Music wydało utwór na rynek europejski w formacie MP3. Hell & Back AB opublikowało promo CD z dodatkowym utworem („The Beast”), zaś Ear Music z utworami „The Beast” i „Last Look At Eden (Live From Sweden Rock Festival 2009)”. Ponadto na rynku niemieckim ukazało się promo DVD.
Piosenka zajęła piętnaste miejsce na Sverigetopplistan, utrzymując się na niej przez dziewiętnaście tygodni.

## Twórcy
- Joey Tempest – wokal
- John Norum – gitara
- John Levén – gitara basowa
- Mic Michaeli – instrumenty klawiszowe
- Ian Haugland – perkusja